# Lorenzo Sabbatini

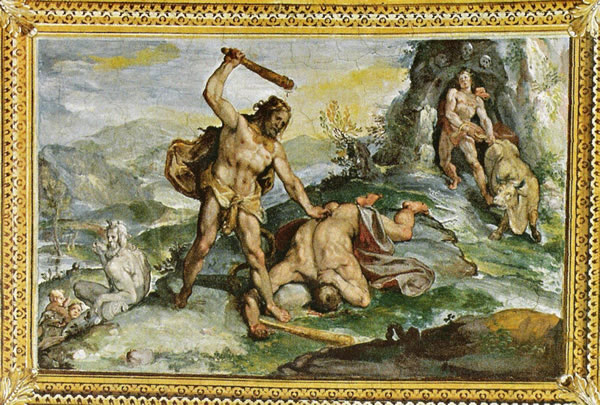
Caim e Abel.

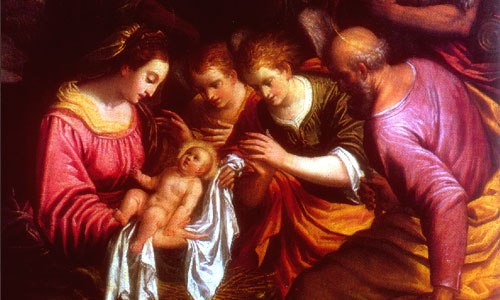
Adoração dos Pastores.

Lorenzo Sabbatini (Bolonha, 1530 — Roma, 1577) foi um pintor italiano da época do Renascimento.